# Superammasso J1000+0231
J1000+0231 è un superammasso di galassie osservato grazie all'indagine COSMOS e situato in direzione della costellazione del Sestante alla distanza di oltre 6,5 miliardi di anni luce dalla Terra ("light travel time") (distanza comovente: 8,559 miliardi di anni luce).
Le dimensioni sono stimate in 13 x 400 Megaparsec. La massa complessiva è di circa 60 ± 30 x 1014 M☉.